# Éponine
Éponine è un personaggio del romanzo I miserabili di Victor Hugo.

## Biografia del personaggio
Figlia maggiore dei Thénardier, da piccola è viziata e coccolata, mentre, giunta l'adolescenza, con la rovina dei genitori diventa povera e magra, perdendo gran parte della sua bellezza di cui rimane solo uno vago riflesso (le mancano dei denti, veste di stracci, beve molto...). Si innamora del giovane parigino Marius Pontmercy, rivoluzionario repubblicano nel 1832, che è però innamorato di Cosette. Spinta dall'amore che prova per lui Éponine salva Marius (che si trovava con Cosette a casa di lei) sventando una rapina ordita dal suo stesso padre e dalla sua banda ai danni di Cosette e del suo padre adottivo, Jean Valjean, che l'aveva strappata proprio ai coniugi Thénardier, che la maltrattavano. Éponine salva Marius una seconda volta, sulle barricate, a costo della propria vita, facendosi colpire da un proiettile indirizzato proprio a Marius. Prima di morire Éponine confessa a Marius l'amore per lui e gli chiede di baciarle la fronte dopo la morte.

## Analisi del personaggio
Éponine viene spesso considerata come una figura parallela a Fantine. Infatti, così come Fantine redime i suoi peccati con l'amore per Cosette, Éponine redime i propri peccati e quelli dei genitori con il suo amore per Marius. Il personaggio di Éponine è considerato uno dei più struggenti e complessi del romanzo.

## Éponine nel musical
Fra il romanzo e il musical vi sono alcune differenze riguardanti Éponine. 
Nel musical Marius ed Éponine sono amici di lunga data, mentre nel romanzo Éponine conosce Marius quando lui ha già conosciuto Cosette: inoltre, all'amicizia e alla familiarità presenti nel musical corrisponde, nel romanzo, una certa noncuranza di Marius nei confronti di lei. 
- Nel musical Éponine è leggermente più attraente e meglio vestita che nel romanzo.
- Nel musical Éponine non è sorella di Gavroche e sua sorella minore Azelma non compare.
- Nel musical Éponine e i suoi genitori vivono per strada, non in un appartamento come nel romanzo.
- Nel romanzo, quando suo padre cerca di rapinare Valjean, Éponine minaccia di urlare e questo basta alla loro fuga. Dopo ciò, suo padre, la sua banda ed Éponine vengono arrestati (Éponine viene poi rilasciata in quanto non colpevole). Nel musical, Éponine mette in fuga suo padre con le urla, ma nessuno di loro viene arrestato.
- Nel romanzo Éponine muore mentre è sulle barricate con Marius prendendo un proiettile al suo posto. Nel musical Éponine viene colpita al suo ritorno sulle barricate, da cui si era allontanata su ordine di Marius, sacrificandosi sempre per quest'ultimo.
- Nel romanzo Éponine viene colpita alla mano e alla schiena, nel musical al petto.
- Nel romanzo Éponine chiede a Marius di baciarla sulla fronte dopo la morte. Nel musical Éponine si tira su con le ultime forze rimaste e lo bacia sulle labbra mentre nel revival tenta di baciarlo ma muore prima di riuscire nell'intento.
- Nel romanzo solo Marius è presente alla morte di Éponine, mentre nel musical Éponine muore davanti agli altri rivoluzionari che piangono la sua morte.
- Nel musical gli spiriti di Éponine e di Fantine vengono a portare Valjean in Paradiso. Nel romanzo questa scena non c'è.

## Éponine al cinema e in televisione

Éponine, interpretata da Samantha Barks, nel film Les Misérables

- Samantha Barks interpreta il ruolo di Éponine nell'adattamento cinematografico di Les Misérables di Tom Hooper del 2012.
- Erin Kellyman interpreta il ruolo di Éponine nell'adattamento televisivo della BBC del 2018.